# Jerzy Freudenhammer

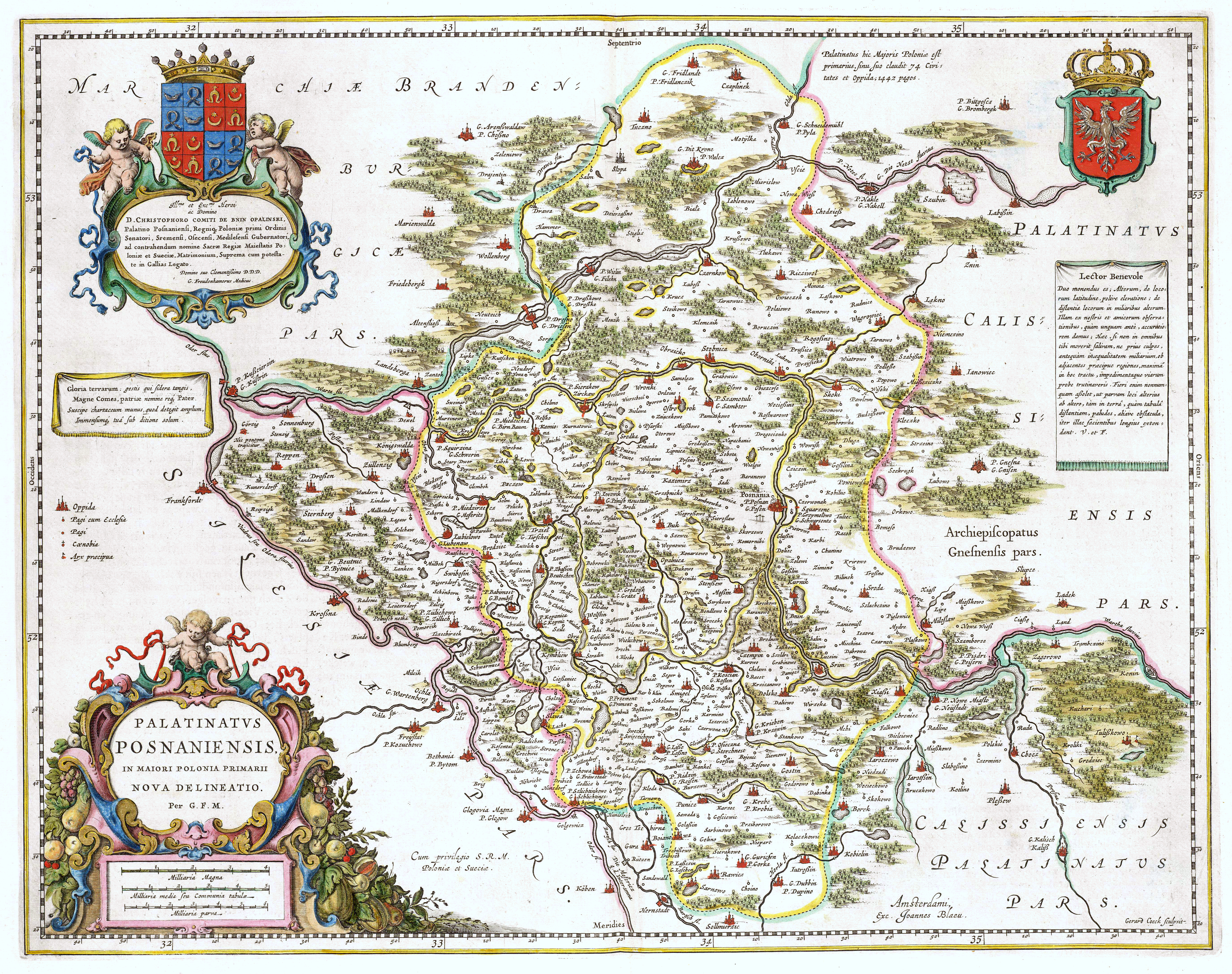
Mapa Palatinatus Posnaniensis

Jerzy Freudenhammer (łac. G.F.M., Georgius Freudenhammerus Medicus, ur. ok. 1650 we Wschowie) – medyk i kartograf żyjący w XVII wieku w Rzeczypospolitej, autor mapy Palatinatus Posnaniensis.

## Działalność medyczna
Freudenhammer był fizykiem (lekarzem miejskim) w Poznaniu oraz nadwornym lekarzem wojewody poznańskiego Krzysztofa Opalińskiego. Jako fizyk zajmował się audytowaniem szpitali i aptek dwa razy do roku. Oprócz tego zajmował się nauczaniem i egzaminowaniem aptekarzy. Działał jako przyboczny lekarz Opalińskiego, jednak nie wiadomo do kiedy trwała jego posługa.

## Działalność kartograficzna
Wsławił się najbardziej Palatinatus Posnaniensis - mapą województwa poznańskiego, którą stworzył na zlecenie magnata Opalińskiego. Jej pełna nazwa to Palatinus Posnaniensis in Maiori Polonia primarii, nova delineatio, per G.F.M. Wydana została w Amsterdamie w 1645 roku przez wydawnictwo Joana Blaeu, jednak jej najstarsza znana wersja pochodzi z Atlasu Maior z 1662 roku tej samej oficyny. Mimo znacznego warsztatu kartograficznego, Freudenhammer znany jest tylko z tego dzieła.
Kartograf zmierzył szerokość geograficzną oraz odległości między miejscowościami na nowo, gdyż nie ufano wcześniejszym badaniom. Mapa którą stworzył, cieszyła się bardzo dużym zainteresowaniem. Rastawiecki wymienia aż 8 edycji tej mapy, i dodaje, że była wydawana z korektami aż do 1734. Freudenhammer jako pierwszy wprowadził legendę osiedli, zapis, który utrzymał się aż do XIX wieku.
Od samego Freudenhammera pochodzi zapis na mapie:

Życzliwy czytelniku. O dwóch rzeczach trzeba ci wspomnieć: jedna to rozległość miejsc i wyniosłość bieguna, druga to odległość między miejscami w milach. To pierwsze, na podstawie obserwacji naszych i od przyjaciół, dajemy odpowiedniejszym, niż kiedykolwiek wcześniej było; po drugie, jeśli nie we wszystkim ci się spodoba, nie obwiniaj najpierw, zanim nie rozważysz należycie nierówności miejsc, bardzo wielkiej na tym obszarze z powodu przyległych krain, i przeszkód na drogach. Nie raz się bowiem się zdarza, że małą – tak na ziemi, jak i na mapie – odległość bagna i inne przeszkody czynią dla podróżujących tamtędy dłuższą.